# Reitbrooker Mühle

Die Reitbrooker Mühle 1818

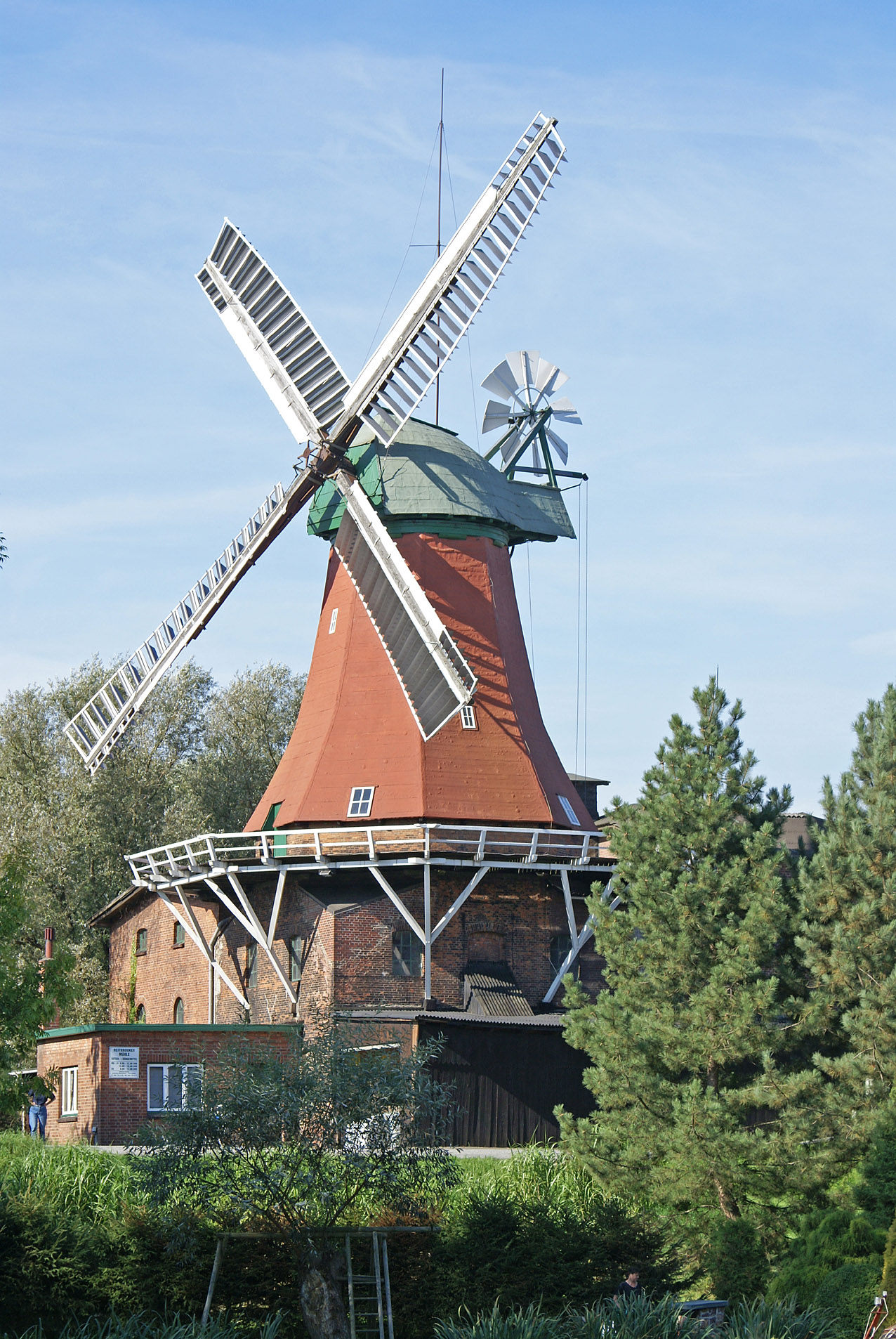
Ansicht vom gegenüber liegenden Ufer der Dove Elbe

Die Reitbrooker Mühle ist eine im Jahr 1870 erbaute Windmühle. Sie steht im in den Marschlanden gelegenen Hamburger Stadtteil Reitbrook am Ufer der Dove Elbe, am Vorderdeich 11.
Die Mühle liegt unmittelbar an der Reitbrooker Mühlenbrücke, die den Ort mit dem nördlich der Dove Elbe gelegenen Allermöhe verbindet.
Vor dem Bau der Brücke hatte hier über Jahrhunderte eine Fähre bestanden. Bereits im Jahr 1773 erhielt der Besitzer des unmittelbar neben der heutigen Windmühle gelegenen Fährhofs die Erlaubnis, an dieser Stelle eine Schrotmühle mit Windantrieb zu errichten. Der ursprüngliche Bau brannte 1870 nieder und wurde daraufhin durch die heutige Windmühle ersetzt.
Es handelt sich um einen so genannten „Galerieholländer“ mit zweigeschossigem quadratischen Unterbau aus Backstein sowie einem achteckigen hölzernen Aufbau. Die Haube, also der oberste Teil der Mühle an dem die Flügel befestigt sind, ist entsprechend der Windrichtung drehbar. Die Mühlenflügel besitzen eine Länge von 12,50 m. Im 20. Jahrhundert erhielt die Mühle elektrische Einbauten; das letzte Mahlen mit Windantrieb erfolgte 1938/39. Im Jahre 1942 wurde das Bauwerk unter Denkmalschutz gestellt.
Die Reitbrooker Mühle ist eine von neun im hamburgischen Gebiet erhaltenen Windmühlen und die einzige, die noch ihre originalen Flügel besitzt. Sie befindet sich insgesamt in einem guten Erhaltungszustand und gilt als das Wahrzeichen von Reitbrook.
Heutzutage wird die Mühle von einem Handelsbetrieb für Futtermittel und Gartenbaubedarf genutzt, der in ihr auch noch Getreideerzeugnisse (elektrisch) vermahlt.